# Sara Wesslin
Sara Wesslin, född 7 november 1991, är en skoltsamisk journalist och nyhetsankare som jobbar för Yle.
Sedan augusti 2016 har Wesslin varit programledare för Yles nyhetssändningar på skoltsamiska. 2019 var hon med på BBC:s lista över de 100 mest inspirerande och inflytelserika kvinnorna i världen. Tillsammans med kollegan Erkki Gauriloff är Wesslin den enda skoltsamiska journalisten i världen.
År 2020 nominerades Wesslin till One Young World Forums pris Årets journalist.